# Jim Belcher
Jim Belcher (* vor 1955) ist ein US-amerikanischer Drehbuchautor und Filmschaffender, der 1979 zusammen mit Fern Field mit und für den Kurzfilm A Different Approach für einen Oscar nominiert war.

## Berufliches
Belcher trat 1977 als Autor für eine Folge der Fernsehserie Sanford and Son erstmals in Erscheinung. Die Serie gilt als Wegbereiter für afroamerikanische Sitcoms und ist zudem für ihren ausgefallenen rassistischen Humor, die Running Gags und die darin enthaltenen Schlagworte bekannt. In der Folge The Reverend Sandford verwandelt der Hauptakteur Fred sein Haus aus steuerlichen Gründen in eine Kapelle. Im darauffolgenden Jahr war Belcher für die Folge A Day at the Races aus der Comedyserie Baby… I’m Back! der verantwortliche Autor. Die Geschichte handelt von einem frühreifen Jungen, der eine Formel entwickelt, wie man ein Siegerpferd erkennen kann. Auch für die komödiantische Serie Die Zwei von der Tankstelle (1978) lieferte Belcher einen Beitrag. Er verfasste die Episode Waiting for Chongo, in der es um eine junge Frau und eine Gruppe von Bikern mit deren Anführer Chongo geht. 
Mit und für seinen Kurzfilm A Different Approach (1978), der sich damit befasst, was Menschen mit Behinderung bei einem Einstellungsgespräch erleben, wurde Belcher gemeinsam mit Fern Field für einen Oscar nominiert. Die Auszeichnung ging jedoch an Taylor Hackford und den Film Teenage Father, der das „erste Mal“ eines jungen Paares thematisiert. 
Bei seinen nächsten Produktionen arbeitete Belcher im Make-up-Departement und war für Haare und Perücken zuständig, zudem arbeitete er in der Nachbearbeitung von Produktionen und für den Videospielbereich.

## Filmografie (Auswahl)
- 1977: Sanford and Son (Fernsehserie, Autor der Folge The Reverend Sanford, S6/E18)
- 1978: Baby… I’m Back! (Fernsehserie, Autor der Folge A Day at the Races)
- 1978: Die Zwei von der Tankstelle (Chico and the Man; Fernsehserie, Autor der Folge Waiting for Chongo)
- 1978: A Different Approach (Kurzfilm, Autor, Produzent)
- 1978: Beyond and Back (Dokumentation, Make-up-Assistent)
- 1986: ABC Weekend Specials (Fernsehserie, Folge The Mouse and the Motorcycle; Produktionsassistent)
- 1988: Webster (Fernsehserie, Autor der Folge Taming of the Stew)
- 1988: Mr. Fixit (Kurzfilm; Frisuren und Maskenbildner)
- 1988, 1991: ABC Weekend Specials (Folgen Runaway Ralph + Ralph S. Mouse; Nachbearbeitung)
- 1989: Caddie Woodlawn (Leiter Nachbearbeitung)
- 1990: Aladdin (Fernsehfilm; Frisuren, Perücken)
- 1990: The Clean Club (Kurzfilm; Nachbearbeitung)
- 1995: Zelda’s Adventure (Videospiel; in der Produktion + Audio-Designer)

## Auszeichnungen
- Oscarverleihung 1979: Oscarnominierung mit und für den Kurzfilm A Different Approach in der Kategorie „Bester Kurzfilm“